# Наземные коммуникации майя
Сюда перенаправляются запросы сакбе и сакбеоб. Статья описывает коммуникации майя, расположенные на земле. О морских и речных коммуникациях этой цивилизации можно узнать в статье Водные коммуникации майя

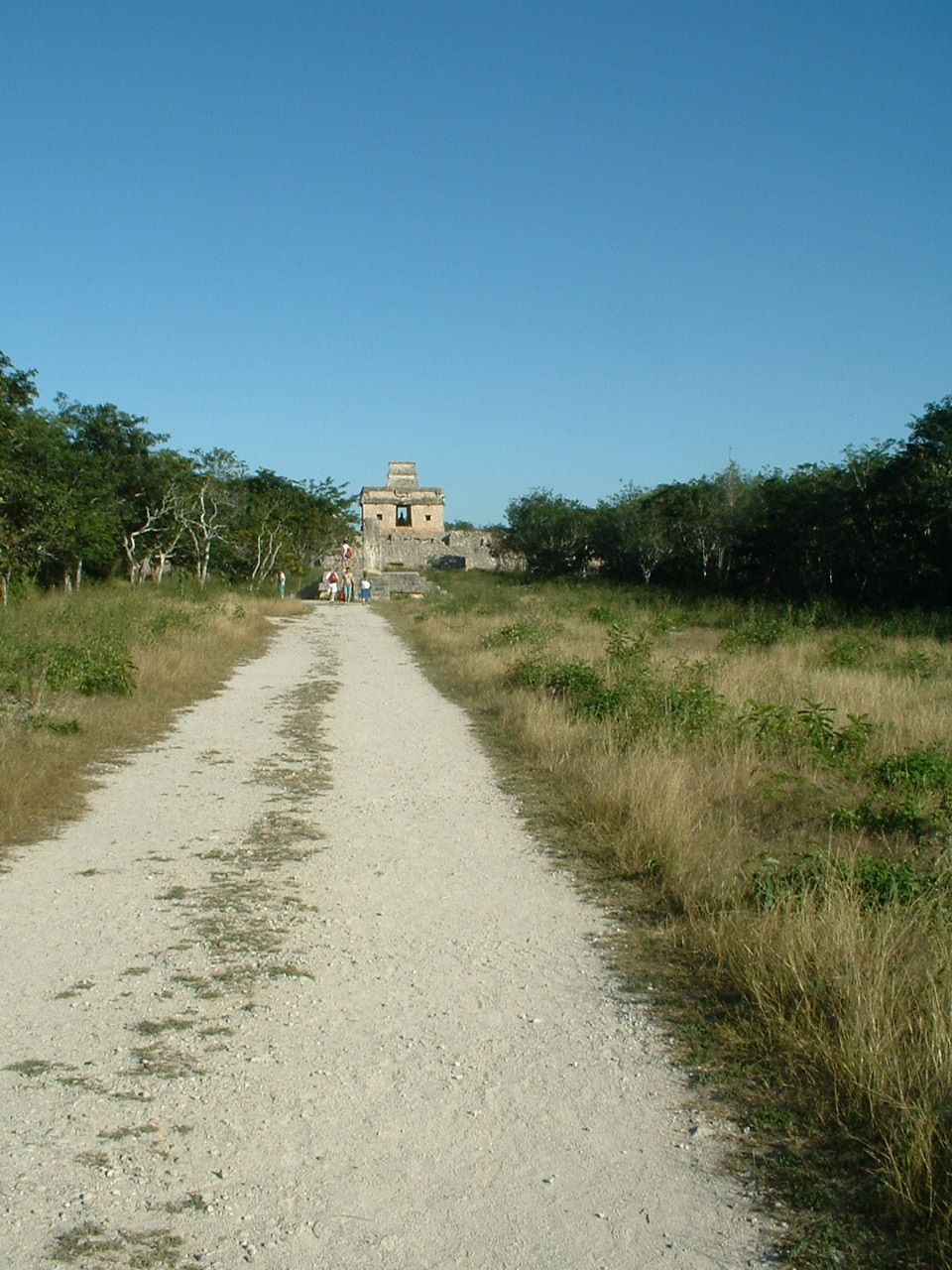
Остатки сакбе на полуострове Юкатан

Наземные коммуникации мезоамериканской цивилизации майя включали в себя дороги различных типов, мосты, дорожные станции, сакральные места для почитания богов, места для сбора пошлин и некоторые другие постройки.
Мощёные дороги майя имели название сакбе (исп. Sacbé, во множественном числе — сакбеоб (исп. Sacbéob)) и представляли собой основательные дороги из щебня, гальки и известняка, которые соединяли важнейшие части государства майя — города, храмы, крупные участки посевов и т. п. Основательные дороги на возвышении строились как правило в низинах, которые заливались водой в сезон дождей. Там, где этого не требовалось, строились дороги с небольшим возвышением или вровень с землёй. В горной местности прокладывались тропы.

## Характеристика

Карта майяских торговых путей

### Описание и предназначение
Сакбе представлял собой насыпную мощёную дорогу из различных каменных пород. Для строительства использовались известняк, галька, щебень. Сверху всё покрывалось толстым слоем грубого штука.
В отличие от инкских дорог с фиксированной шириной 7,3 м, у мезоамериканского аналога она варьировалась от пяти до двадцати метров. Высота дорожной насыпи варьировалась от 0,6 до 2,5 м в зависимости от возвышения земли над уровнем моря (в низинах требовалось возвести крупную насыпь, чтобы в сезон дождей дорогу не залило водой). В чём сами майя измеряли длину своих дорог, неизвестно. Остатки транспортной системы дошли и до нашего времени.

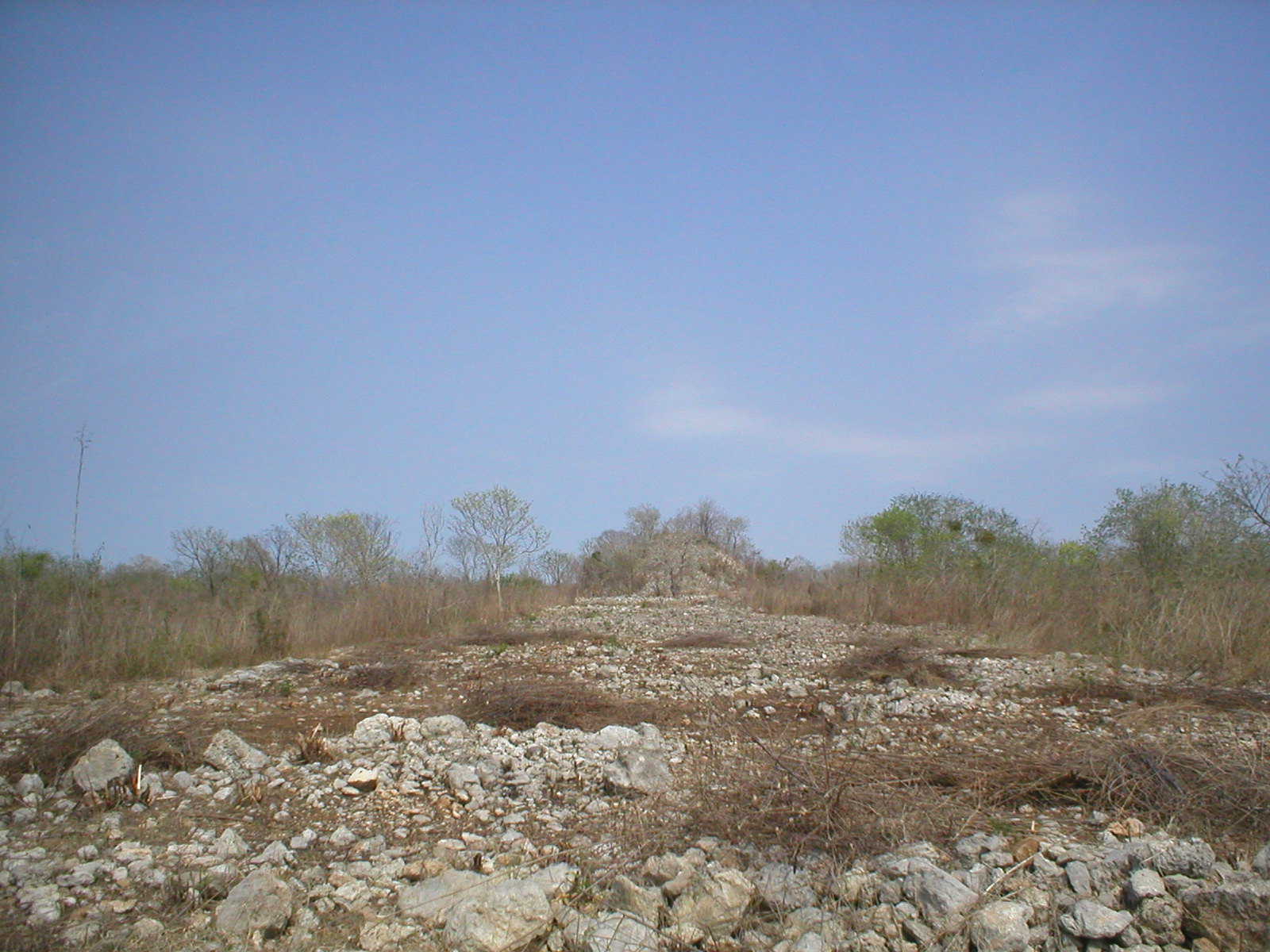
Чунчукмиль, руины дороги

Майя также возводили и каменные мосты — их можно и сейчас увидеть в Паленке, Пусильхе, Эль-Бауле и Агуатеке. Так как во многих регионах протекали полноводные реки, мосты были необходимы для нормального функционирования дорожной системы.
Многие пути пересекали все майяские земли и выходили к побережью. Испанцы были удивлены, что сакбе были проложены даже через непролазные джунгли и по ним можно было идти без опасения заблудиться. Известна была мощёная тропа из Кампече к озеру Бакалар — центру судостроения майя, где возводились каноэ — основа майяского флота. Существование дорог сакбе подтверждают и аэрофотосъёмки, и записи Эрнана Кортеса, и свидетельства многих испанских путешественников.
Дороги могли иметь как церемониальное, так и экономическое значение, а некоторые преследовали обе цели, как например дороги в Тикале (строились в период с 400 по 900 г.), которые также выполняли функции дамбы и водоёма. По верхней части дамбы как раз и двигались церемониальные процессии.
Также имеются свидетельства о существовании у майя дорожных станций и постоялых дворов, так как на многих сакбе через определённые промежутки времени располагались крестовые валы. О подобной системе у инков известно хорошо, а вот майяская практически не исследована. Однако известно, что глава города должен был содержать постоялый двор для путешественников и следить за тем, чтобы там всегда было в достатке воды, дров, кукурузы, съестного и некоторых других припасов.
Через каждые 8 километров майя располагали специальный маркер-столбец, чтобы обозначать расстояние. Можно судить, что 8 км в нашей системе — это единица измерения для дальних расстояний у майя. Помимо того, если доверять свидетельствам испанца Диего де Ланды, эти столбцы имели и сакральное значение — странники зажигали копал в честь Эк-Чуаха, Великого Шамана и Бога Полярной Звезды, покровителя путешественников и торговцев.
О дорожной системе гонцов майя практически ничего не известно, хотя подобные структуры у инков и ацтеков широко известны исследователям. Однако на основании обрывочных сведений можно предположить, что система гонцов всё же была, а сами переносчики заворачивали письма в свои волосы. Грузы майя переносили на спине, так как их цивилизация не знала тягловых животных. Вожди путешествовали в плетёных паланкинах, богато украшенных перьями.

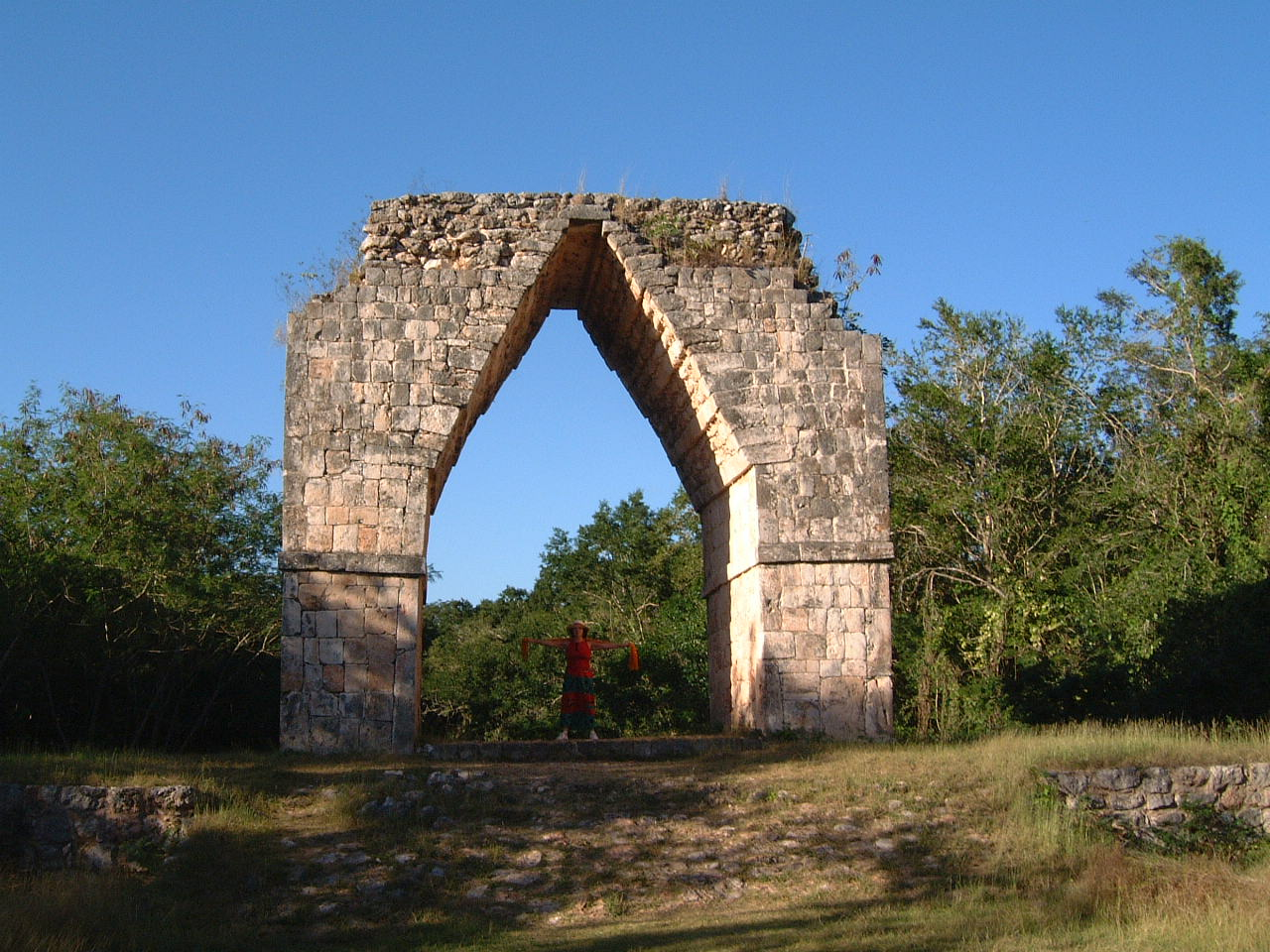
Арка, конец сакбе перед городом Кабах

Перед городами могли возводиться арки — они символизировали начало пути, долгой дороги, в особенности на церемониальных и центральных трактах.

### Процесс возведения
Планы строительства сакбе, мостов и других дорожных объектов составлял инженер, он же и руководил процессом возведения. Изначально рабочие прокладывали подушку из грубо обработанного известняка вперемешку со щебнем и галькой вдоль всего пути. Камни могли иметь массу от 11 до 136 кг. Сверху утрамбовывался влажный известняковый гравий. На финальном этапе работ дорогу покрывали грубым штуком. В ходе строительства использовался и каток. Пятитонный образец, вырезанный из камня, был обнаружен возле города Экаль.
Повинностью по строительству и ремонту дорожной системы облагались окрестные поселения майя. Труд поселенцев был непростым — растительность часто захватывала целые километры путей и их приходилось расчищать от неё, кладка сакбе распадалась и её необходимо было восстанавливать. В районах с густой растительностью сквозь дороги могли даже прорастать деревья. Мосты через реки со временем ветшали и их необходимо было чинить, а порой и возводить заново. Что же касается работ по прокладке новых дорог, для их осуществления, как правило, приезжал инженер или целая группа, которая выполняла проектировочное задание по приказу местного вождя, а в случае особо крупной сакбе — по указанию царя. Население близких к месту строительства земель было обязано принять участие в работах.
Строительство велось достаточно быстро — по расчётам каждый индеец мог переносить в день до 680 кг материалов. За месяц можно было проложить десятки километров дороги. Так, в 1564 году испанцы решили проложить дорогу Мерида-Мани, и 80 км было покрыто за три месяца тремя сотнями индейцев.

### Известные сакбе

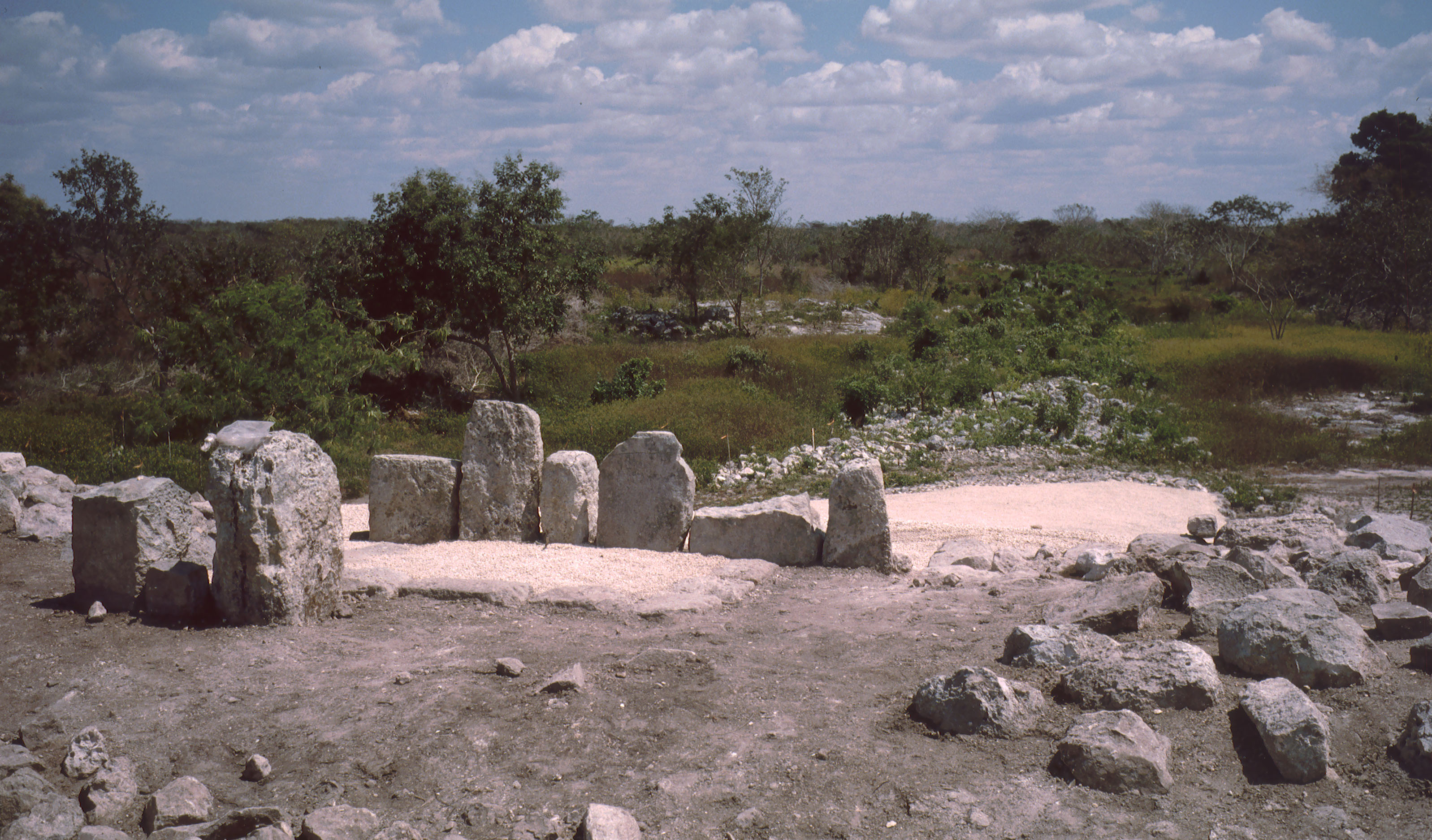
Фрагмент сакбе в Яшуне

Наиболее длинный участок из сохранившихся соединяет города Коба и Яшуну (в эпоху расцвета достигал Шкарета). Это один из немногих сакбе, который был изучен не археологами-энтузиастами, а крупной государственной экспедицией. Длина данного сакбе превышает 100 км. Путь начинается в Яшуне, в 21 километре к юго-западу от Чичен-Ицы. Дорога возвышается над уровнем земли от 0,6 до 2,5 м на разных участках, а ширина её — 10 м. На всём промежутке дорога шесть раз меняет своё направление. Обнаруженные в местах поворотов руины городов дали понять, что сакбе строили с целью соединить ряд поселений.
Альберто Рус в своих трудах охарактеризовал сакбеоб как дорожную сеть майя, которая играла важную роль в торговле. Он отметил, что в сельве, горах и равнинах строились обычные дороги, а в низинах, которые часто заливались дождём — основательные, на возвышении. Также он перечислил некоторые важные пути:
- Вокруг Кобы;
- От Кобы до Яшуны (длина — около 100 км);
- От Тоохо до Исамаля;
- От Тоохо через весь полуостров до его восточного побережья напротив Косумеля (город Поле, если быть точным);
- От Тоохо на северное побережье;
- От Ушмаля до Кабаха;

- От Ушмаля до Ошкинтока;

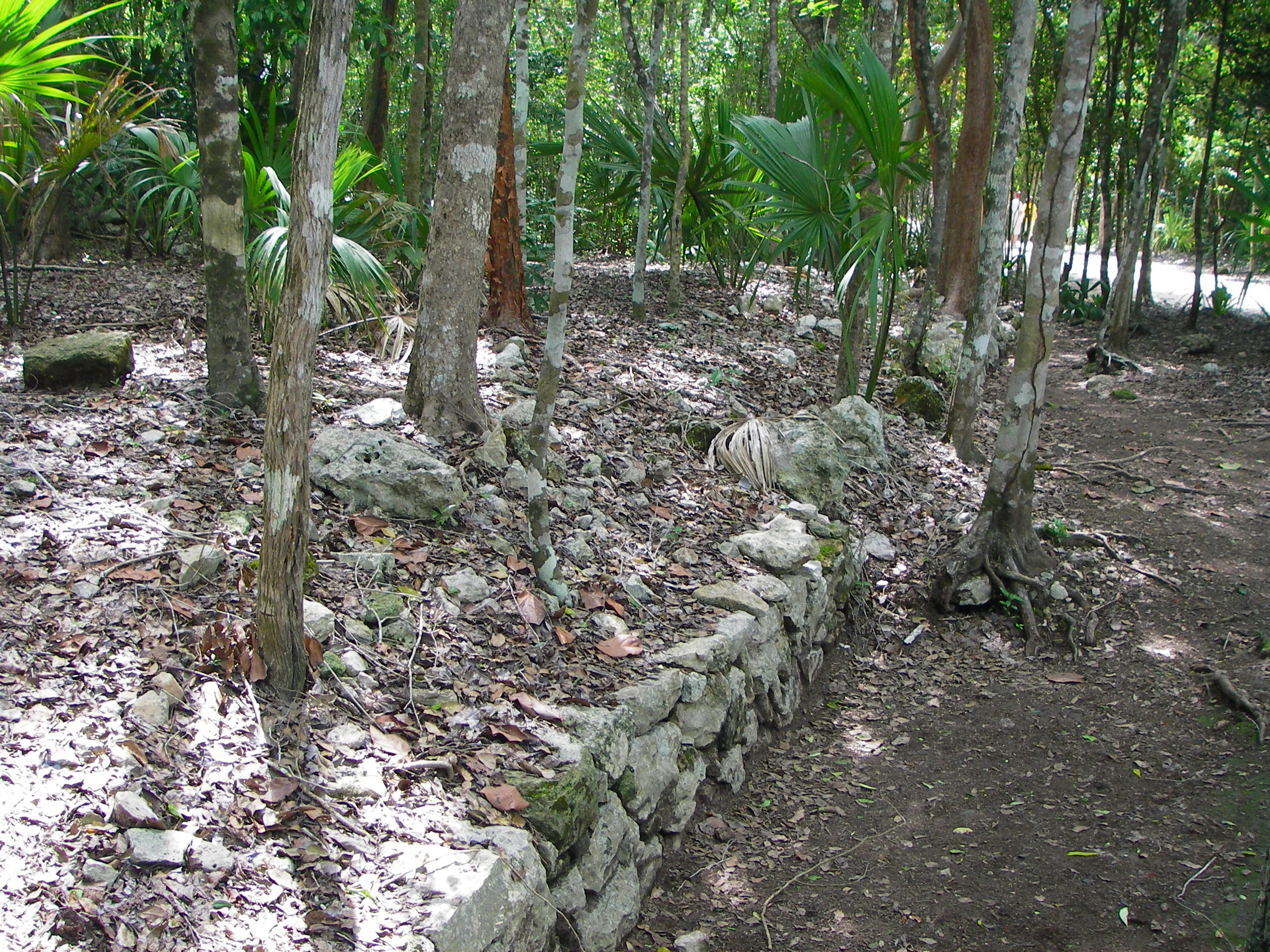
Остатки кладки перед городом Кабах

- Путь из Шикаланго на юг. Им следовал Кортес в своем походе в Ибуэрас (Гондурас). Торговый путь продолжался и дальше, в Никарагуа и Панаму. Известно, что именно этот сакбе был важным торговым путём.

В городе Коба и его окрестностях сходилось целых шестнадцать дорог. На некоторых из них стояли ворота и специальные постройки, где, очевидно, собирали пошлины, а также располагались наблюдатели, которые контролировали ситуацию на дорогах возле города.
Церемониальная дорога в Лабне (180 м в длину, 8 м в ширину) соединяла главный храм с более мелким, известным своими вратами. Сакбе в Цибильчальтуне шире в два раза и практически на тысячу лет древнее.

## История

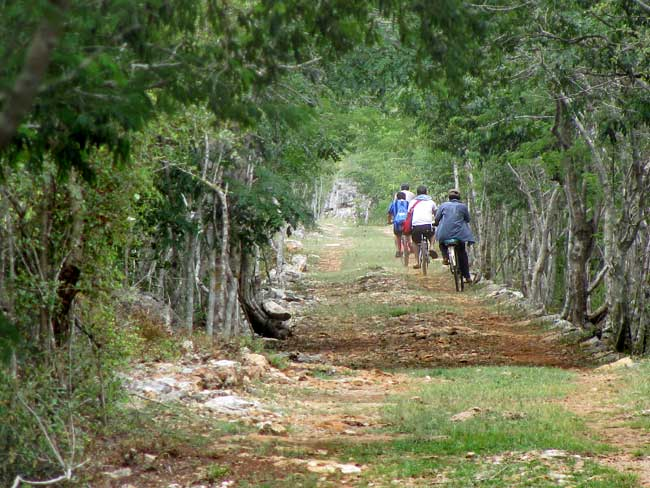
Остатки дороги, Юкатан

Первые торговые пути майя появились во II тыс. до н. э. Между горными районами Гватемалы и побережьями обоих океанов изначально были проложены тропы, вдоль которых позднее была построена торговая дорожная система. Уцелели карты сухопутного пути, который вел из древнего города Шикаланго, крупного торгового центра майя, в современный Гондурас.
Сакбе, построенные в классический период (300—900 гг.), связывали города в глубине материка с прибрежными. Уже в этот период большинство городов майя соединяли между собой сакбе. Многие дороги сходились в городах Петен и Коба, к этому времени уже существовала крупная мощёная дорога Тикаль-Уашактун-Четумаль, выходившая к морю.
После упадка цивилизации майя сакбеоб стали приходить в негодность. Их остатки замечали испанские поселенцы. В Новое время колонизаторы активно ими пользовались и на их основе закладывали свою транспортную систему. Дороги майя и инков не имели равных в Западном полушарии вплоть до 1792 года, когда открылась Ланкастерская платная дорога.

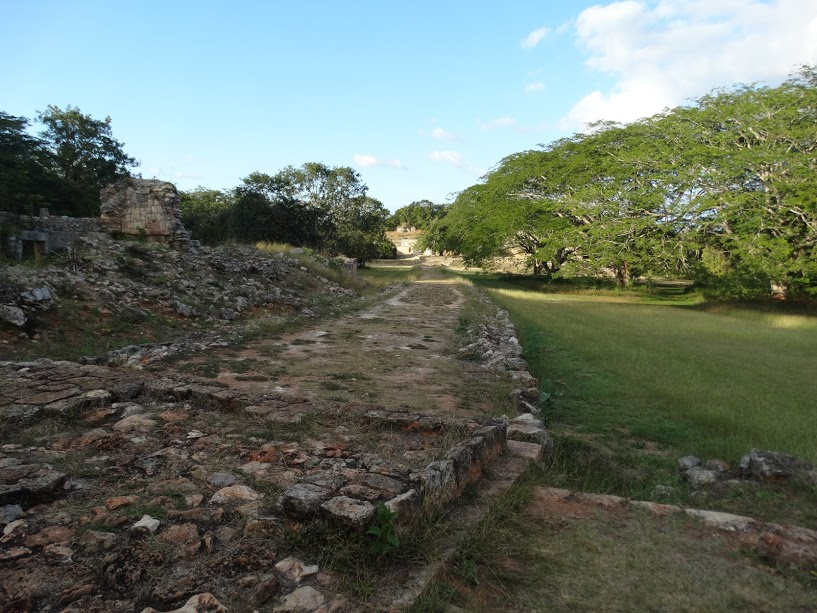
Остатки дороги майя в Лабне

В 1517 году испанская экспедиция побывала на острове Косумель, который известен своим святилищем. Как отметили исследователи в своих заметках, на острове были проложены качественные дороги из крупных камней, приподнятые над землёй.
В XVI веке Диего де Ланда описал, что из Тихоо в Исамаль когда-то, по-видимому в период расцвета майяской цивилизации, вела дорога. Другой исследователь в 1633 году рассказал, что Исамаль был крупным религиозным центром, и дороги оттуда вели во все стороны света и самые дальние уголки государства — в Табаско, Гватемалу, Чьяпас. Также он отметил, что ко времени написания его заметок многие участки дорог хорошо сохранились. Более того, из описаний 1883 года следует, что дороги даже к этому времени всё ещё не исчезли — описан путь из Исамаля в Поле, к морю и острову Косумель. Через Поле шли путники, так как на острове неподалёку находилось важное святилище.
Согласно отчётам XVI—XVII вв., испанские путешественники и поселенцы активно пользовались дорогами в северной части Юкатана и знали их расположение.
В 1688 году Диего Лопес де Когольюдо писал в своих заметках:

Остатки мощёных дорог майя пересекают всё их царство от одного океана до другого. Со всех земель стекались люди на остров Косумель, чтобы выполнить свой долг перед богами и принести им жетву, чтобы обратиться к ним за помощью, и просто для почитания иных…
О сакбе в районе Исамаля и Косумеля писали также Диего де Ланда, Ройс, Шарне и многие другие учёные.

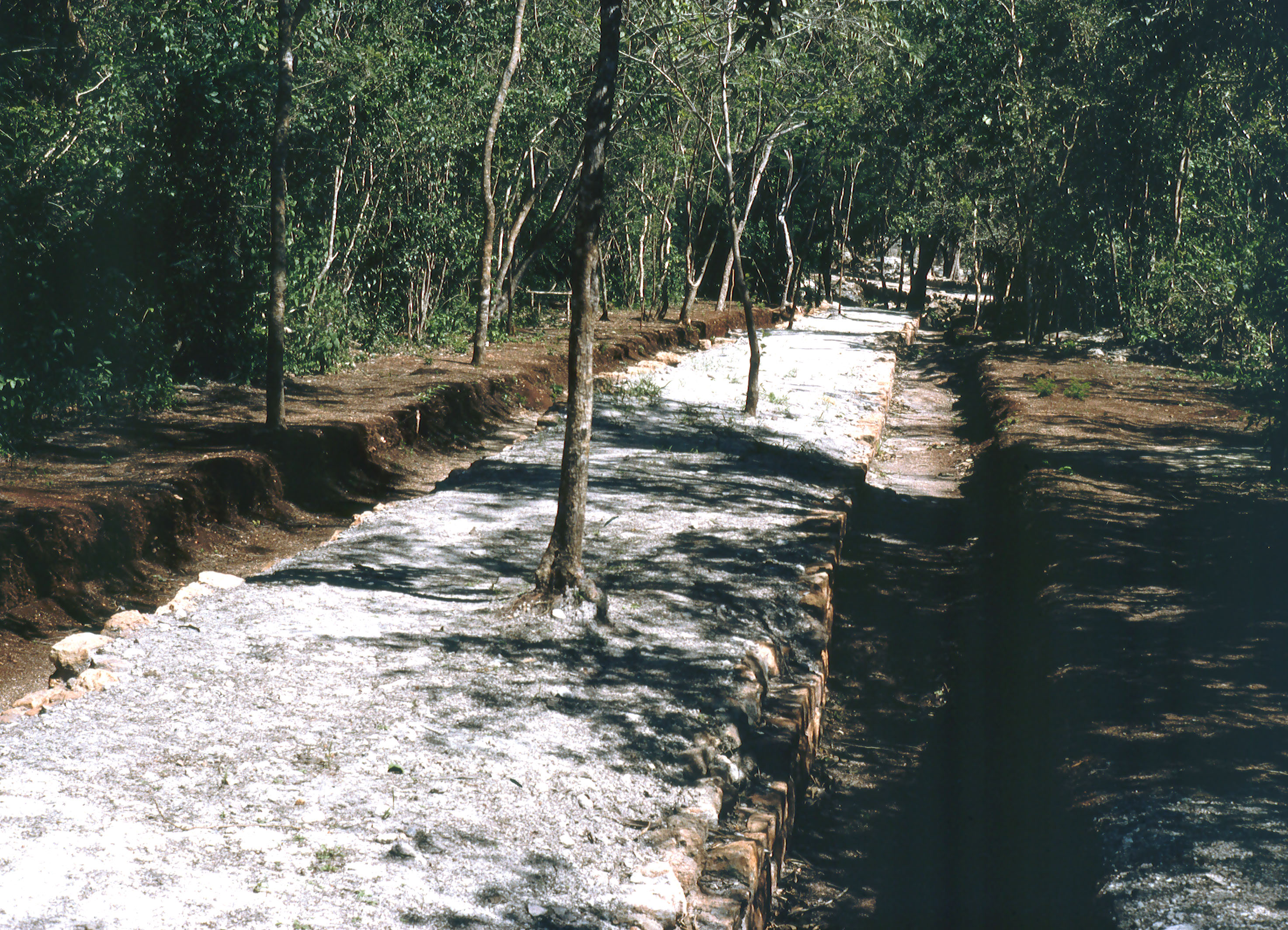
Сакбе в Чичен-Итце

В ноябре 1841 года Джон Стефенс, который исследовал Пуукский регион, отметил, что города в нём соединены между собой сакбе, которые сходятся в Ушмале — центральном городе. Отсюда же вели дороги в Майяпан и Чичен-Ицу. Из храма Кукулькана в последнем выходит церемониальная дорога длиной 270 м и шириной 10 м, которая ведёт к церемониальному колодцу.
В 1883 году Дезире Шарне писал, что обнаружил остатки сакбе от Исамаля к морю, откуда переправлялись на остров Косумель. Об этой же дороге упоминал Виктор фон Хаген в 1960 году. Археологические раскопки дороги провели в 1995-1997 гг. члены организации Yalahau Regional Human Ecology Project. Исследования в регионе проходили также в 1999 и 2002 гг. Было обнаружено много хорошо сохранившихся фрагментов сакбе, что подтвердило более ранние записи и догадки о дорожной сети майя в регионе.

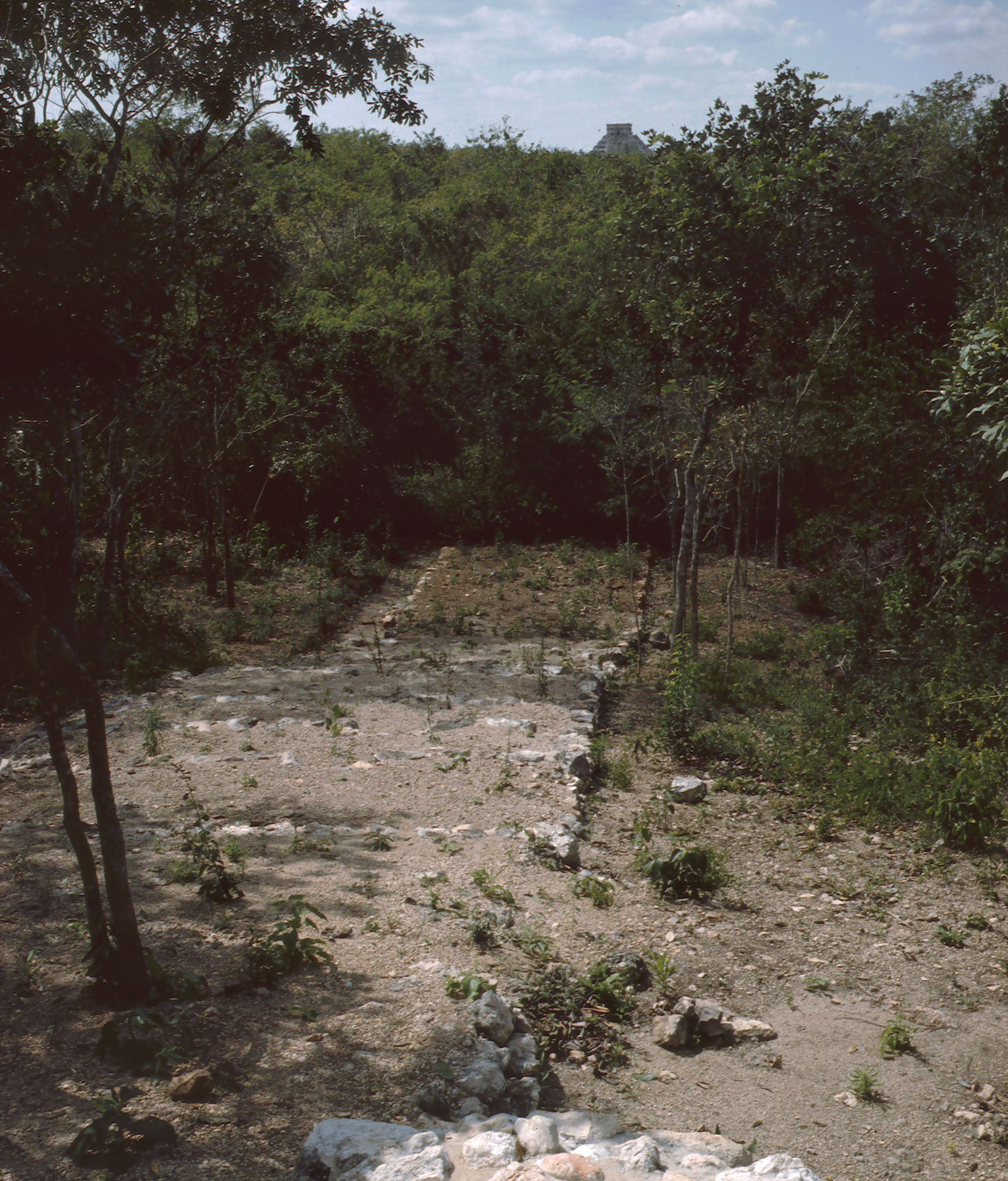
Дорога в Чичен-Ице

По данным учёного-майяниста Виктора фон Хагена, о наземных коммуникациях майя известно мало не столько потому, что они разрушились от времени, сколько потому, что исследований в области было проведено крайне мало. Единственные археологические раскопки на государственном уровне проводились только на участке Коба-Яшуна, прочим же занимались одиночки вроде самого фон Хагена.
На месте многих сакбе позже были построены дороги европейского типа, а затем и автомагистрали. Некоторые современные автотрассы проходят по местам древних дорог майя.

## Обычаи
В культуре майя и инков был такой обычай, как право на убежище. Заключался он в том, что гость или путник неприкосновенен, пока сам не настроен воинственно. Распространялся этот обычай и на центральные тракты. Так как они были церемониальными и играли важную роль в религии, то согласно верованиям майя боги защищали путников, которые по ним передвигаются. За нарушение запрета и нападения на путешественников следовало наказание, в том числе как за нарушение воли богов. При этом не имело значения, по союзной или вражеской территории проходит дорога.
На некоторых дорогах майя регулярно проходили религиозные процессии. По праздникам они двигались от одного храма к другому. Как правило, эти дороги выделялись тонкостью работы, чтобы боги были довольны индейцами.